# Kengo
Kengo (剣豪 Kiếm Hào) là một sê-ri trò chơi điện tử thuộc thể loại đối kháng do hãng Genki phát triển. Kengo được coi là người thừa kế tinh thần của dòng game Bushido Blade trên hệ máy PlayStation.

## Các phiên bản

### Kengo: Master of Bushido
Được hãng Genki phát hành cho PlayStation 2 với tên gọi Kengo ở Nhật Bản vào ngày 14 tháng 12 năm 2000 và cái tên Kengo: Master of Bushido do hãng Crave Entertainment phát hành ở Bắc Mỹ và Châu Âu vào ngày 3 tháng 1 năm 2001 và ngày 30 tháng 3 năm 2001. Giới phê bình thường chỉ trích gay gắt tựa game này như là một "sự thất vọng", chủ yếu là thổi phồng sự so sánh rõ rệt với trò Bushido Blade. Trong khi đồ họa của Kengo chỉ đạt tầm trung trên PlayStation 2, thì trái lại lối chơi của nó lại có một số tính năng độc đáo. Dù chúng được phát triển từ tựa game trước đây của Light Weight Bushido Blade, chiều sâu của nó là nhân tố mạnh nhất của tựa game này. Chỉ có một nút để tấn công và thành công sẽ đến với người chơi thông qua sự kiên nhẫn, thời gian, và kỹ năng trong các trận đấu kiếm.
Phần chơi đơn của game được chia thành ba phần. Hai phần đầu gồm luyện kiếm thuật và thách đấu với những võ đường thuộc kiếm phái khác nhau. Huấn luyện lại được chia thành nhiều mini-game tập trung vào một khía cạnh của việc chơi bài, tính giờ hay thi triển tuyệt chiêu liên hoàn làm ví dụ. Việc huấn luyện sẽ giúp nâng cao tối đa giá trị các chỉ số nhân vật khác nhau, nhưng không làm tăng thêm giá trị thực tế của họ. Bản chất đơn giản của việc huấn luyện cứ lặp đi lặp lại. Riêng phần thách đấu các võ đường chỉ đơn thuần là giao chiến với bốn võ sinh giống hệt nhau, một sư huynh và trưởng môn phái đó. Hai bên đều sử dụng kiếm gỗ giao đấu liên tiếp và độ khó tăng dần, một lượng máu nhỏ sẽ được người chơi lấy lại qua từng trận chiến. Sau khi đánh bại đối thủ của mỗi võ đường, người chơi có quyền làm chủ võ đường đó. Rồi sau người chơi sẽ bước chân vào giải đấu cao hơn gọi là Imperial Tournament, vốn được coi là mục tiêu cuối cùng của trò chơi. Giải này bắt buộc mỗi người phải giao đấu bằng kiếm thật và người chơi bắt đầu mỗi trận đấu với cột máu đầy đủ. Người chơi vẫn có thể thách đấu các võ đường khác và nếu thắng thì được sở hữu chính thanh kiếm của võ đường đó. Trang bị các loại kiếm khác nhau mang lại cho người chơi một "chuyển động đặc biệt" có một không hai. Tại thời điểm này trong game người chơi sẽ được các trưởng môn hoặc môn đệ các võ đường tới khiêu chiến ngẫu nhiên và không thể từ chối. Nếu để thua trận thì tiếng tăm kiếm phái của người chơi coi như tan thành mây khói.
Do không có kiểu đối thoại bên ngoài trận đấu hay luyện tập. Bề mặt chung đa phần đều dựa vào thanh menu. Một tính năng khá hay giúp người chơi lảng tránh những buổi luyện kiếm nhàm chán chẳng hạn như có thể làm "gãy" kiếm trong lúc luyện tập và phải chờ đợi kiếm được sửa xong khiến game trở nên thực tế hơn. Người chơi còn có thể ẩn hai thanh máu và thanh Ki (cho phép chuyển động đặc biệt) khiến trận đấu trông sinh động hơn. Tình trạng nhân vật bị thương vẫn còn hiển thị trong trận đánh. Thế đánh trong game gồm có bốn "tư thế" và một chuyển động đặc biệt. Bước di chuyển đặc biệt không phải lúc nào cũng có sẵn mà tùy thuộc vào loại kiếm được người chơi trang bị. Để thực hiện chiêu thức đặc biệt này người chơi chỉ cần nhấn nút tam giác khi thanh Ki vừa đầy. Thanh Ki có thể được lấp đầy bằng cách nhấn tam giác hoặc chiến đấu tốt. Người chơi chuyển đổi mỗi "tư thế" bằng nút R1 hay L1 và bao gồm ba bước. Các bước này luôn luôn thực hiện theo thứ tự và có thể được tăng cường khi các nhân vật ở gần nhau, xoay cần analog hoặc nhấn một nút khác trong quá trình thực hiện chiêu combo. Bên ngoài trận đấu, bốn tư thế này có thể được thiết kế lại bằng cách thay thế một hay cả ba bước bằng những chuyển động khác mà người chơi thu thập được trong suốt quá trình chơi game.
Game được đánh giá "hỗn hợp" dựa theo trang tổng hợp kết quả đánh giá Metacritic. Tại Nhật Bản, Famitsu chấm cho game số điểm là 31/40.

### Kengo 2: Legacy of the Blade
Phần thứ hai trong dòng game Kengo được phát hành cho PlayStation 2 tại Nhật Bản vào ngày 27 tháng 6 năm 2002. Game được phát hành tại châu Âu vào ngày 14 tháng 2 năm 2003 dưới cái tên Sword of the Samurai. Phiên bản này có thêm phần tạo nhân vật và hơn 100 thanh kiếm chi tiết tha hồ cho người chơi lựa chọn. Tuy vậy Kengo 2 lại không được phát hành tại Bắc Mỹ. Ở Nhật Bản, Famitsu đã cho phần tiếp theo 30/40 điểm. Game nhận được 64% điểm đánh giá chung từ Futuregamez.

### Kengo 3
Phần thứ ba trong dòng game Kengo được phát hành cho PlayStation 2 vào ngày 22 tháng 9 năm 2004. Với đồ họa nhiều cải tiến và hệ thống chiến đấu được đơn giản hóa từ Kengo 2, thế nhưng phiên bản này chỉ được phát hành duy nhất tại Nhật Bản.

### Kengo: Legend of the 9
Phát hành cho Xbox 360 vào ngày 7 tháng 9 năm 2006, Kengo: Legend of the 9 (Kengo: Zero tại Nhật Bản và châu Âu) do Genki phát triển và Majesco Entertainment phát hành. Đây là phần thứ tư và mới nhất trong dòng game.
Game có tổng cộng 10 nhân vật điều khiển được:
- Nhân vật lịch sử: Miyamoto Musashi, Yagyū Jūbei Mitsuyoshi, Chiba Sanako (nữ kiếm sĩ chủ một võ đường nổi tiếng sinh ra trong một gia tộc kiếm sư danh giá cuối thời Edo), Itō Ittōsai, Okada Izō, Okita Sōji, Sasaki Kojirō, Sakamoto Ryōma, Horibe Yasubei. Jion (có thể mở khóa) dù được cho là một nhân vật hư cấu, Jion có thể dựa theo nguyên mẫu ngoài đời của Sōma Shiro Yoshimoto, danh xưng Jion, người sáng lập kiếm phái Nen-ryu.

Game được đánh giá "bất lợi" dựa theo trang tổng hợp kết quả đánh giá Metacritic.